# Gare de Manduel – Redessan
Gare de Manduel - Redessan – przystanek kolejowy w Manduel, w departamencie Gard, w regionie Oksytania, we Francji.
Został otwarty w 1839 przez Compagnie des Mines de la Grand’Combe et des chemins de fer du Gard. Jest przystankiem kolejowym Société nationale des chemins de fer français (SNCF), obsługiwanym przez pociągi TER Languedoc-Roussillon.